# Rébénacq
Rébénacq (en occitano Revenac) es una población y comuna francesa, en la región de Aquitania, departamento de Pirineos Atlánticos, en el distrito de Oloron-Sainte-Marie y cantón de Arudy.

## Demografía
| 810 | 681 | 835 | 953 | 1 139 | 1 070 | 1 103 | 1 105 | 1 119 | 1 027 | 1 005 | 1 004 | 949 | 945 | 924 | 840 | 865 | 785 | 840 | 825 | 835 | 681 | 665 | 621 | 589 | 527 | 559 | 543 | 541 | 505 | 519 | 672 | 673 | 660 |
| Para los censos de 1962 a 1999 la población legal corresponde a la población sin duplicidades (Fuente: INSEE [Consultar]) |     |     |     |       |       |       |       |       |       |       |       |     |     |     |     |     |     |     |     |     |     |     |     |     |     |     |     |     |     |     |     |     |     |